# КК Кварнер 2010
КК Кварнер 2010 je хрватски кошаркашки клуб из Ријеке. У сезони 2015/16. такмичи се у А-1 лиги Хрватске и у Алпе Адрија купу.

## Историја
КК Кварнер 2010 настао је 2010. године спајањем два ријечка клуба, КК Јадран и КК Торпедо. Сматра се неформалним наследником клуба Кварнер који је 2009. године угашен под теретом финансијских проблема и лоших резултата. Кварнер 2010 се од сезоне 2010/11. такмичи у А-1 лиги. Највећи успех остварио је у сезони 2015/16. пласманом у полуфинале плеј-офа.
Од сезоне 2015/16. такмичи се и у регионалном Алпе Адрија купу.